# دنباله‌رو
دنباله‌رو (به ایتالیایی: Il conformista) نام رمانی از آلبرتو موراویا نویسنده ایتالیایی است که در سال ۱۹۵۱ منتشر شد. رمان روایت زندگی یک مقام دولتی حکومت فاشیستی ایتالیا را روایت می‌کند. در سال ۱۹۷۰ برناردو برتولوچی بر اساس این رمان، فیلمی به همین نام ساخت.